# Pálfiszeg
Pálfiszeg es un pueblo ubicado en el condado de Zala, Hungría.

## Superficie
Posee una superficie de 5,59 kilómetros cuadrados.

## Demografía
Hasta 2021 la población era de 146 habitantes, con una densidad de población de 26,11 habitantes por kilómetro cuadrado. En 2011 la mayor parte de la población estaba conformada por húngaros y la religión predominante era el catolicismo.